# Léon Leclerc (peintre)
Pour les articles homonymes, voir Leclerc.
Léon Leclerc, né le 24 avril 1866 à Honfleur, où il est mort le 17 avril 1930, est un peintre français.

## Biographie
Sur les conseils d'Alexandre Dubourg, Léon Leclerc prend des leçons à l'école des beaux-arts du Havre puis à l'École des beaux-arts de Paris.
En 1896, il suit l'initiative de Frédéric Mistral pour concevoir, à Honfleur, un musée illustrant les arts et traditions populaires de Normandie ainsi que la Société du Vieux Honfleur. La Société du Vieux Honfleur restera gestionnaire et propriétaire des collections maritimes et des collections ethnographiques provenant essentiellement de dons, jusqu'au 31 décembre 2003, avant de les léguer à la ville. Il est l'auteur d'une affiche sur l’exposition normande d’ethnographie et d’art populaire qui se tient 1899 à Honfleur.
Il est le fondateur de l'Ecole des Marins de la Baie de Seine, aujourd'hui association La Chaloupe.
Léon Leclerc est mort le 17 avril 1930 à Honfleur.

## Œuvres

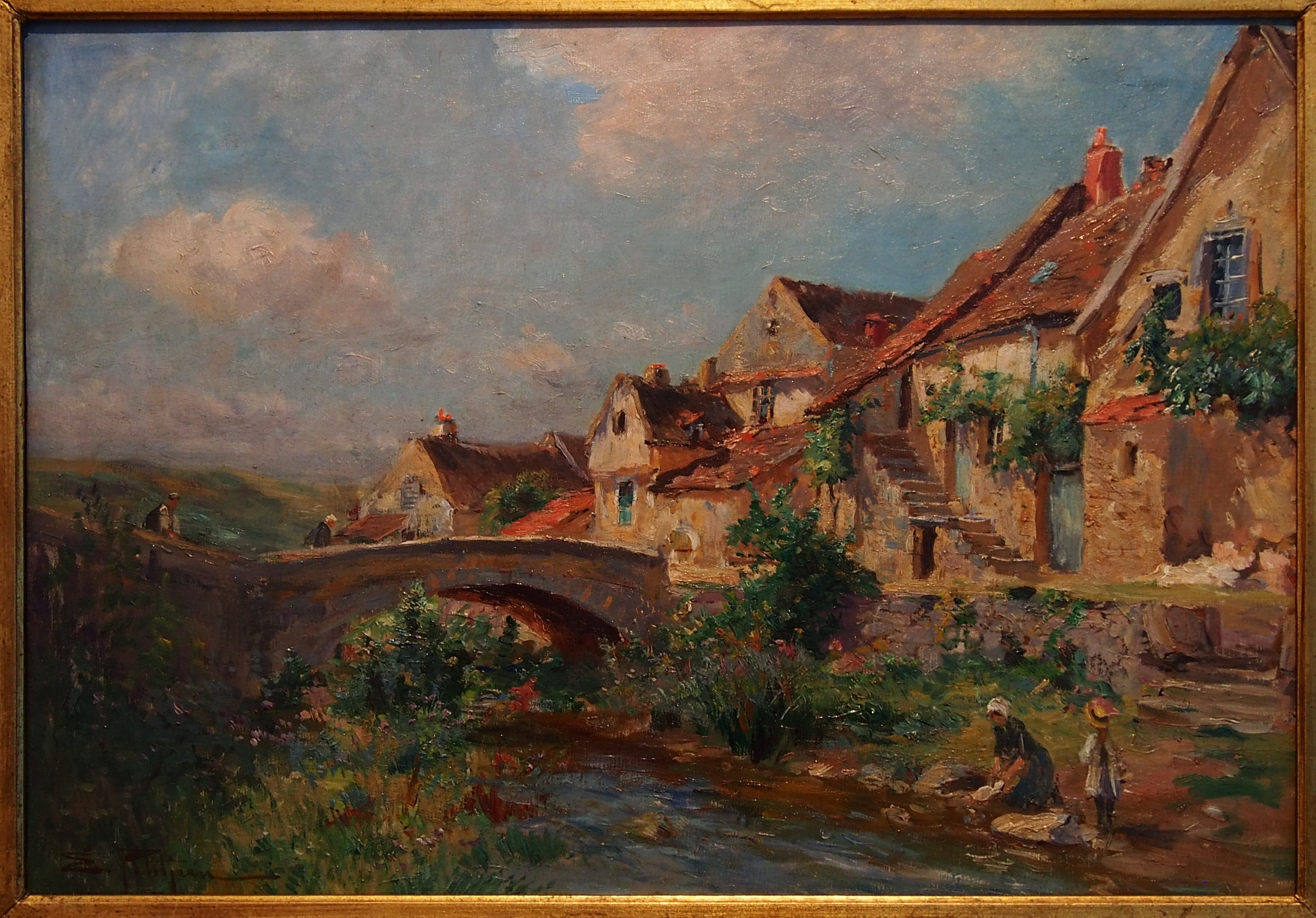
Les Lavandières, huile sur toile, musée du château de Flers.

- Bateau de pêche dans le port d'Honfleur, huile sur toile, Musée Alfred-Canel, Pont-Audemer